# Старий єврейський цвинтар (Мукачево)
Старий єврейський цвинтар — знищений, а згодом відновлений закритий юдейський цвинтар по вул. Академіка Павлова в Мукачево, Україна. Тут розташована і могила рабина Хаїма Лазара Шпіра.

## Історія
До 1956 кількість похованих становила 5 200 осіб і в цьому році поховання були припинені. У 1978 році місцева влада ліквідувала цвинтар. 29 січня 1979 року секретар ЦК КПУ В. Щербицький передав ЦК КПРС прохання «американської громади юдеїв хасидів зберегти єврейський цвинтар у м. Мукачево». Англійський лорд Роберт Максвелл (Ян Людвіг Хох) приїхав із проханням про збереження цвинтаря до Л. Брежнєва в Москву, але запізнився. До 1979 по краях колишнього цвинтаря залишилося 35 поховань. Забудові землі кладовища запобіг 37-му Президент США Річард Ніксон, який зателефонував генеральному секретарю ЦК КПРС Леоніду Іллічу Брежнєву.
Після цього на місці цвинтаря була автобаза, а потім платна автостоянка. У 1990-ті роки на прохання залишків єврейської громади Мукачево територію повернули. 2014 року Олександр Кисельов, у минулому радянський єврей, а нині американський мільярдер Алекс Ровт викупив землю і відновив знищений цвинтар. На кошти родичів колись похованих тут людей збудували меморіальний комплекс на честь загиблих під час нацистської окупації. При вході до меморіалу пам'ятний знак «Чоловікам, жінкам, людям похилого віку та дітям, які були жорстоко вбиті під час фашистської окупації лише тому, що вони були євреями. Цього не повинно повторитись. Вічна пам'ять загиблим».